# 夜のあぐら
『夜のあぐら』（よるのあぐら）は、長嶋有による連作短編集『タンノイのエジンバラ』に収録されている短編小説。『文學界』（文藝春秋）2002年5月号に掲載された。なお、本編が収録されている『タンノイのエジンバラ』は2002年12月6日に刊行されたのち、2006年1月11日に文庫化された。
2022年4月にBS松竹東急開局記念特別企画ドラマスペシャルとして放送（後述）。

## 『タンノイのエジンバラ』収録作品
1. タンノイのエジンバラ
2. 夜のあぐら
3. バルセロナの印象
4. 三十歳

## 書誌情報
- 長嶋有『夜のあぐら』（連作短編集『タンノイのエジンバラ』所収）
  - 単行本：2002年12月06日発売、文藝春秋、ISBN 4-16-321490-9（絶版）
  - 文庫本：2006年01月11日発売、文春文庫、ISBN 978-4-16-769302-2

## テレビドラマ
『夜のあぐら 〜姉と弟と私〜』（よるのあぐら あねとおとうととわたし）と題して、2022年4月9日の土曜 21時 - 23時にBS松竹東急開局記念特別企画スペシャルドラマとして放送。主演は井上真央、井上が演じる主人公の姉を尾野真千子が務める。

### 概要
ピアノ講師を辞めて、漫然と過ごしていた秋子が大晦日の夜に引きこもりの弟とともに姉である春子に緊急招集された。父親の死が直前に迫っている中で、父の愛人から遺産を守るために闘おうと提案される。気乗りのしない秋子だが、あれこれと動いていくうちに姉や弟の知られざる一面を知ることになる。

### キャスト
秋子
演 - 井上真央（幼少期：岡本望来）
元ピアノ講師。大晦日の夜に姉である春子の緊急招集を受ける。
春子
演 - 尾野真千子（幼少期：佐々木告）
秋子の姉。死が間近に迫っている父の遺産を愛人から守るために大胆な行動に出る。
雪雄
演 - 村上虹郎（幼少期：石井舜 ）
秋子の弟。一見すると冷めた性格だが、実はとても家族思い。
秋子の父
演 - 岸部一徳
ミドリ
演 - 南果歩
秋子の父の愛人。
秋子の母
演 - 手塚理美
太郎
演 - 山岸門人
春子の夫。
かよ
演 - 林田美優嘉
春子の娘。
橋田
演 - 川面千晶
秋子の父の新しい愛人。

### スタッフ
- 原作・原案 - 長嶋有「夜のあぐら」「三十歳」（短編小説集「タンノイのエジンバラ」（文藝春秋）所収）
- 脚本・監督 - 野尻克己
- 音楽 - Akeboshi
- ピアノ指導 - 西川幾子
- 医療監修 - 中澤暁雄
- VFX - マリンポスト（田中貴志、諸星勲）
- スタントコーディネーター - 吉田浩之
- スタントダブル - 五味涼子
- プロデューサー - 井上衛[8]、伊藤学
- 製作 - BS松竹東急、角川大映スタジオ